# Оболенский, Константин Петрович (1798)
Князь Константин Петрович Оболе́нский 2-й (19 (30) мая 1798, Москва — 11 (23) марта 1861, Москва) — русский офицер из рода Оболенских, брат Е. П. Оболенского.

## Биография
Родился в семье князя Петра Николаевича Оболенского; мать — дочь генерал-аншефа Е. П. Кашкина Анна Евгеньевна. Имел четырёх братьев и пять сестёр; брат Евгений был одним из самых активных участников восстания декабристов.
В службу вступил 28 марта 1814 года юнкером в 1-ю учебную роту лейб-гвардии артиллерийской бригады; с 18 августа 1816 года — прапорщик 2-й батарейной роты 1-й артиллерийской бригады. Через год, 14 октября 1817 года был переведён в лейб-гвардии Павловский полк; подпоручик — с 30.12.1818, поручик — с 29.4.1821. Был назначен 19 апреля 1824 года адъютантом начальника 4-й пехотной дивизии генерал-адъютанта Потемкина.
Ещё в 1817 году был принят своим братом в «Союз спасения», в котором никак не участвовал. Также только числился членом московской управы «Северного общества» (1825). Был арестован в январе 1826 года, доставлен из Рязани в Петербург и пять месяцев провёл в Петропавловской крепости; Высочайше повелено (15.6.1826) выпустить и выписать тем же чином в полки Финляндского корпуса; 7 июля 1826 года переведён в 45-й егерский полк. Затем был переведён в 25-й егерский полк. Уволен от службы с установлением за ним секретного надзора в месте постоянного жительства в Москве — 29 декабря 1828 года. Жил в Москве, у отца. Надзор был снят — 3 ноября 1831 года.
Умер в Москве, похоронен на Ваганьковском кладбище (могила не сохранилась).

## Семья
Жена (с 1841) — Евдокия Матвеевна Чепчугова  (ум. 09.04.1857); воспитывалась в одном из петербургских институтов, была очень богата. Через год после свадьбы уехала от мужа и в 1843 году получила развод. Перешла в католичество и умерла в одном из  монастырей в Италии. Похоронена на кладбище Шато в Ницце.